# الکساندر آورین
الکساندر آورین (روسی: Алекса́ндр Дми́триевич Аве́рин؛ زادهٔ ۱۱ آوریل ۱۹۵۴) دوچرخه‌سوار اهل اتحاد جماهیر شوروی سوسیالیستی است.